# Udo Hahne
Udo Hahne ist ein ehemaliger deutscher Basketballspieler und -trainer.

## Leben
Hahne wurde mit dem SSC bzw. ASC Göttingen 1980, 1983 und 1984 Deutscher Basketballmeister. Beim Erfolg 1980 war er ausschließlich Spieler, 1983 spielender Spieler und Assistenztrainer sowie 1984 Assistenztrainer. Zudem gewann er mit dem ASC 1984 und 1985 den DBB-Pokal. Beruflich war er für die Stadtwerke Göttingen und dann als Leiter einer Flüchtlingsunterkunft tätig.